# توم كوستر
توم كوستر (بالإنجليزية: Tom Coster)‏ هو كاتب أغاني وملحن أمريكي، ولد في 21 أغسطس 1941 في ديترويت في الولايات المتحدة.

## وصلات خارجية
- توم كوستر على موقع ميوزك برينز (الإنجليزية)
- توم كوستر على موقع أول ميوزيك (الإنجليزية)
- توم كوستر على موقع ديسكوغز (الإنجليزية)